# 秋元大吉郎
秋元 大吉郎（あきもと だいきちろう、1927年（昭和2年）4月16日 - 2023年（令和5年）12月19日）は、日本の政治家、俳人。元千葉県流山市長。

## 経歴
千葉県出身。旧制東葛飾中学校卒業。流山市議会議員1期、千葉県議会議員2期を経て、1983年（昭和58年）流山市長に当選し、2期務めた。2005年、旭日小綬章受章。
俳人としても知られ、1949年（昭和24年）蕾俳句会結成、高梨花人師より手解きを受く。日本ペンクラブ会員。
2023年12月19日、老衰のため死去。96歳没。

## 著書
- 句集『初蝶』（流山豆本の会、1984年）
- 句集『花さざなみ』（崙書房出版、2006年）
- 『百句百景 - ふるさとの俳句に見る風土と人』（崙書房出版、2007年）